# Centrum Christendemocraten
De Centrum Christendemocraten (Italiaans: Centro Cristiano Democratico, afk. CCD) was een Italiaanse christendemocratische politieke partij.
Nadat in 1994 de door corruptieschandalen geplaagde Democrazia Cristiana, de Christendemocratische partij, werd opgeheven, kwam daar de Partito Popolare Italiano (PPI, d.i. Italiaanse Volkspartij) voor in de plaats. Al snel nadat de PPI was opgericht voltrok zich een scheuring, een rechtervleugel onder Pierfernando Casini richtte de Centrum Christendemocraten op. Na enige tijd scheidde Professor Rocco Buttiglione zich van de CCD af en vormde de Christendemocratische Unie.
In 2001 gingen de CCD en CDU op in de Unie van Christen- en Centrum-Democraten (UDC). De UDC maakt deel uit van de regering-Berlusconi.